# Boldog órák
A Boldog órák egy 1973-ban bemutatott fekete-fehér magyar televíziós film, amely Joe Orton The Good and Faithful Servant című drámája alapján készült, amelyet Balázs F. Éva fordított. A filmet Mihályfi Imre rendezte, az operatőre Lukács Lóránt, a produkciós vezető Duba László, a forgatókönyvet Bernát Róza írta, a jelmeztervező Csengey Emőke.

## Cselekmény
Buchanan már ötven éve ugyanannál a vállalatnál dolgozik, és közeledik a nyugdíj. Ekkor találkozik egy takarítónővel, Edithtel, akiben volt szerelmét ismeri fel, és aki – mint később kiderül – ikergyermekei anyja is egyben. Buchanan siratja elvesztegetett életét, és a boldogság reményében összeházasodik Edithtel.

## Szereplők[2]
- Schubert Éva – Mrs. Vealford
- Páger Antal – Buchanan
- Sulyok Mária – Edith
- Tímár Béla – Ray
- Bus Kati – Debbie